# Isla Alanana
Isla Alanana (en malgache: Nosy Alanana; también conocida en francés como: Île aux Prunes; Îlot Prune) es una isla en el Océano Índico al norte-noreste de Toamasina, en el país africano de Madagascar, que alberga un faro de una altura aproximada de 60 metros y que es considerado el más alto en África, llamado el faro de isla de Prunes (phare de l'Île aux Prunes).